# Корпполайсмякі (Турку)
Корпполайсмякі (фін. Korppolaismäki швед. Korppolaisbacken) — один з центральних районів міста Турку, що входить до Центрального територіального округу, а також частково до округу Сканссі-Уіттамо. 

## Географічне положення
Район розташований на південь від центральної частини міста, на захід від гирла річки Аури, межує з районом Піглаяніемі. 

## Населення
У 2004 населення району становило 349 осіб, з яких діти молодше 15 років становили 19,20%, а старше 65 років — 12,32%. Фінською мовою в якості рідної володіли 87,68%, шведською — 10,32%, а іншими мовами — 2,01% населення району. 

## Пам'ятки
У районі збудовано житловий масив класу люкс Маяккаранта. 